# Dilophia
Dilophia es un género de plantas fanerógamas de la familia Brassicaceae. Comprende 9 especies descritas y de estas, solo 2 aceptadas.

## Taxonomía
El género fue descrito por Thomas Thomson y publicado en Hooker's Journal of Botany and Kew Garden Miscellany 5: 19. 1853.

## Especies aceptadas
A continuación se brinda un listado de las especies del género Dilophia aceptadas hasta julio de 2014, ordenadas alfabéticamente. Para cada una se indica el nombre binomial seguido del autor, abreviado según las convenciones y usos.	
- Dilophia ebracteata Maxim.
- Dilophia salsa Thomson